# Пить-Ях
Пить-Ях (рос. Пыть-Ях) — місто у складі Ханти-Мансійського автономного округу Тюменської області, Росія. Адміністративний центр та єдиний населений пункт Пить-Яхського міського округу.
Населення — 40294 особи (2018, 41488 у 2010, 41813 у 2002).

## Етимологія
Пить-Ях — хантийське слово на сургутському (юганському) діалекті. Ях — люди, громада, спільнота, поселення. Слово Ях може мати також значення «річка». У ненецькій мові «річка» звучить як «яха». Слово «пить» має двозначне значення у народностей, які проживали ближче до даної місцевості: 1) по етимологічному словнику І. П. Фролова «пить» означає «шлях»; 2) хантийське значення слова «пить» — «лігво».
З перерахованих вище словотворчих частин виводиться доцільне значення, у якому «Пить-Ях» розкривається як «річковий шлях».

## Історія
На початку XX століття по праву сторону річки Великий Балик недалеко від річки Питьях стояли юрти Очимкіних. Займалися вони промислом білки по обох берегах Великого Балика. Навесні "рибу промишляють в Долматкіному полу… Взимку рибу промишляють по річці Пить-Ях коцами і добувають до 6 пудів щуки ".
До речі, дослідники зараховують до роду Очимкіних і хантийського князя Тонью, який вважається міфічної особистістю і згадується в переказах і легендах.
1965 року відкрито Мамонтовське родовище нафти. 1 січня 1968 року а на березі річки Великий Балик була заснована Мамонтовська контора буріння. З 1970 року почалася розробка Мамонтовського родовища. Це родовище вважалося другим після Самотлора за запасами нафти в Західному Сибіру. 1970 року селище представляло собою хаотичне скупчення бараків і вагончиків з численними дерев'яними містками і містками через болота, що оточували Мамонтово. Але і в цих умовах нафтовики з Тюмені, Куйбишева, Казані та Уфи жили й добували нафту.
2 березня 1980 році будівництво селищ Мамонтово і Пить-Ях очолило нафтогазовидобувне підприємство НГВУ Мамонтовнефть, яким керував легендарний нафтовик Нурієв Борис Ісаєвич. Безпосередньо саме будівництво очолив заступник. начальника по кап. будівництва НГВУ Мамонтовнефть Вашкевич Олег Олександрович, який зумів в умовах півночі і радянської системи забезпечити місто як робочою силою, так і будівельними матеріалами. Великий десант будівельників прибув з Магнітогорська. Саме Магнітка становила кістяк СУ-79, який проводив будівельні роботи. Всього прибуло близько 10 тис. чоловік. Чималу допомогу надавав керівник ПО Юганскнефтегаз Кузоваткін Роман Іванович.
У березні 1982 року селища Мамонтово, Пить-Ях і Південний Балик були об'єднані в одне селище міського типу — Пить-Ях.